# Stix, Baer and Fuller F.C.

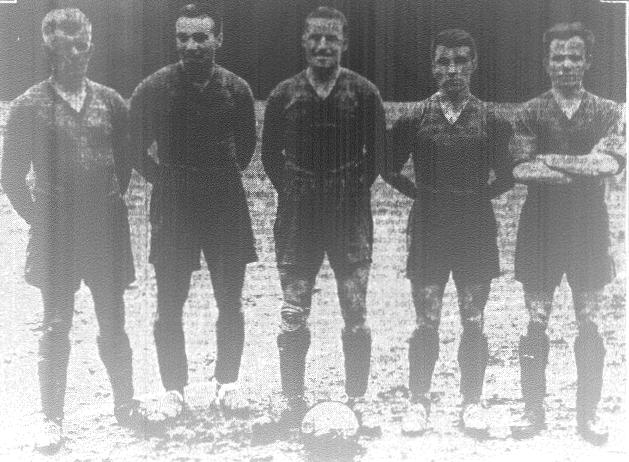
McNab, Gonsalves, Nilsen, Roe, McLean

Stix, Baer y Fuller FC fue un club de Fútbol en Estados Unidos. Que jugó en la Liga de Fútbol de San Louis de 1931 a 1934. El equipo fue conocido originalmente como Hellrungs de 1929 a 1931, St. Louis Central Breweries FC de 1934 a 1935 y St. Louis Shamrocks de 1935 a 1938. Durante su corta existencia, ganó dos títulos de la U.S Open Cup y dos campeonatos de liga como Stix, Baer y Fuller y un título de la Copa de liga y la liga como St. Louis Central Breweries. 

## Historia

### Hellrungs
Los equipos de la St. Louis Soccer League dependían del patrocinio corporativo. Como resultado, los equipos con frecuencia cambiaban de nombre a medida que cambiaba su patrocinador. El equipo, patrocinado por Hellrung & Grimm House Furnishing Company, se estableció como Hellrungs en 1929 como miembro de la St. Louis Soccer League (SLSL). 

### Stix, Baer y Fuller
En 1931, recibió un nuevo patrocinio de Stix, Baer y Fuller, uno de los grandes en la industria de almacenes más grandes de San Louis. Hellrungs había terminado la temporada 1930-1931 tercero de cuatro equipos en la liga. Stix, Baer y Fuller (SBF) no mejorarían el rendimiento de Hellrungs, terminando tercero en la clasificación de 1931-1932. Sin embargo, encontraron un éxito considerable a nivel nacional al ir a las finales de la Copa Nacional Challenge . En la serie de semifinales, ganaron el primer juego contra Bricklayers y Masons FC de Chicago 3-1, antes de perder 2-0 en el segundo juego. Como la serie estaba empatada, los dos equipos jugaron un juego decisivo, ganado por SBF 1-0. En las finales de la Copa Nacional, SBF se enfrentó a los New Bedford Whalers de la American Soccer League . Whalers estaba abastecido con futuros miembros del Salón de la Fama. A pesar de eso, SBF los jugó a un empate 3-3 en St. Louis antes de perder 5-2 en el segundo juego, ambos jugaron en St. Louis. Los Whalers se retiraron después de la serie de la Copa Nacional y cinco de sus jugadores se mudaron al oeste para unirse a SBF. Reforzado por la afluencia de talento, SBF corrió a la cima de la tabla en la temporada SLSL de 1932-1933. También ganaron la Copa Nacional con dos victorias, 1-0 y 2-1, contra los estadounidenses de Nueva York . SBF luego pasó a jugar el escocés de Toronto en el "Campeonato de fútbol de América del Norte" y un juego ocasional que enfrentó a la Copa National Challenge y los equipos de campeonato canadiense. Toronto ganó el juego 2-1 a pesar de un gol para SBF de Billy Gonsalves . SBF continuó su éxito en la liga y en la Copa Nacional en la temporada 1933-1934. Terminaron en lo más alto de la tabla SLSL y ganaron la Copa Nacional sobre los Pawtucket Rangers en tres juegos, una victoria 4-2, una derrota 2-3 y un tercer juego 5-0. 

### Parocinio de la Cervecerías Central
Después de su victoria en la Copa de liga, el equipo volvió a cambiar de patrocinio, esta vez a las cervecerías centrales de San Louis. El equipo recientemente renombrado continuó encontrando éxito, ganando los títulos de 1935 SLSL y la Copa Nacional. 

### Tréboles
En octubre de 1935, el equipo cambió de patrocinio, comenzando la temporada como Club de campo demócrata irlandeses. A mediados de octubre, los patrocinadores James A. Burke y John Dwyer abandonaron su conexión con el equipo y durante el mes siguiente fueron conocidos simplemente como el club de fútbol de St. Louis. Sin respaldo financiero y algunos de los jugadores desempleados consideraron la disolución. Fue a mediados de noviembre cuando se retiraron de la liga y comenzaron un horario interurbano fuera de Sportsmans Park bajo el nombre de Shamrocks del Padre Dempsey con el respaldo de Phil A.Riley, quien había renunciado como presidente de la liga para encabezar la gestión de este intento experimental de Dirigir un equipo profesional independiente. Sin embargo, el núcleo del equipo se mantuvo y los Shamrocks fueron a las finales de la Copa Nacional de 1936 y 1937, solo para caer ante los Philadelphia German-Americans y  New York Americans , respectivamente.
En abril de 1936, el Shamrock jugó dos partidos contra el visitante Botafogo FC de Río de Janeiro con estrellas como Leônidas da Silva y Carvalho Leite . Los Shamrocks ganaron el primer partido 1-0 y en el segundo mantuvieron a los visitantes en un empate 3-3.
En octubre de 1936, el equipo no estaba afiliado a la USFA, lo que se rectificó cuando se unieron a la FA del Estado de Illinois. Los Shamrocks continuaron compitiendo como jugadores independientes en sus nuevos terrenos en el Public Schools Stadium jugando su primer partido de la temporada el 11 de octubre contra Oak Park Acorns of Chicago ganando 4-0. En noviembre de 1936, Shamrocks jugó el St.Louis League All Stars en el juego all star de la liga. Shamrocks ganó, 3-0, con un periódico local escribiendo: "La serie valió la pena, pero solo fortaleció la creencia de que ninguna combinación de jugadores de la Pro League podría unirse para darle a los Shamrocks una prueba real. Incluso un poco fuera de forma"., como lo fueron ayer los Shamrocks, son muy superiores a cualquier equipo que los oficiales de la liga podrían poner en el campo ". En 1938, los Shamrocks se retiraron después de que varios jugadores abandonaron el equipo para firmar con San Patricio. manipulación, pero el equipo colapsó y los jugadores restantes firmaron con South Side Radio .

## Temporadas
| Año       | Grabar | Liga    | Copa amateur | Copa nacional |
| --------- | ------ | ------- | ------------ | ------------- |
| 1929-1930 | 5-3-4  | 2.º     |              | 2.ª ronda     |
| 1930-1931 | 7-7-3  | 3.º     |              | 1.ª ronda     |
| 1931-1932 | 6-6-3  | 3.º     |              | Final         |
| 1932-1933 | 10-2-3 | Campeón |              | Campeón       |
| 1933-1934 | 9-2-2  | Campeón |              | Campeón       |
| 1934-1935 | 10-2-3 | Campeón |              | Campeón       |
| 1935-1936 | 3-0-1  | Primero |              | Final         |
| 1936-1937 |        |         |              | Final         |

## Honores
Lamar Hunt Cup
- Ganador (3): 1933, 1934, 1935
- Finalista (3): 1932, 1936, 1937

Campeonato de liga
- Ganador (3): 1933, 1934, 1935